# نومئو و ژولیت
نومئو و ژولیت (انگلیسی: Gnomeo & Juliet) فیلمی پویانمایی رایانه‌ای در ژانر کمدی رمانتیک، موزیکال به کارگردانی کلی اشبری است که در سال ۲۰۱۱ منتشر شد. فیلم‌نامه این فیلم توسط راب اسپراکلینگ و جان اسمیت بر اساس نمایش رومئو و ژولیت اثر ویلیام شکسپیر به رشته تحریر درآمده است. جیمز مک‌آووی، امیلی بلانت، مایکل کین، جیسون استاتهام، مگی اسمیت، اشلی جنسن، استیون مرچنت، مت لوکاس، جیم کامینگز، جولی والترز، ریچارد ویلسون، آزی آزبورن، و پاتریک استوارت صداپیشگان فیلم هستند.

## بازیگران
- جیمز مک‌آووی در نقش نومئو
- امیلی بلانت در نقش ژولیت
- مایکل کین
- جیسون استاتهام
- مگی اسمیت
- مت لوکاس
- جیم کامینگز
- استیون مرچنت
- آزی آزبورن
- پاتریک استوارت